# Lê Thụ, Kê Tây

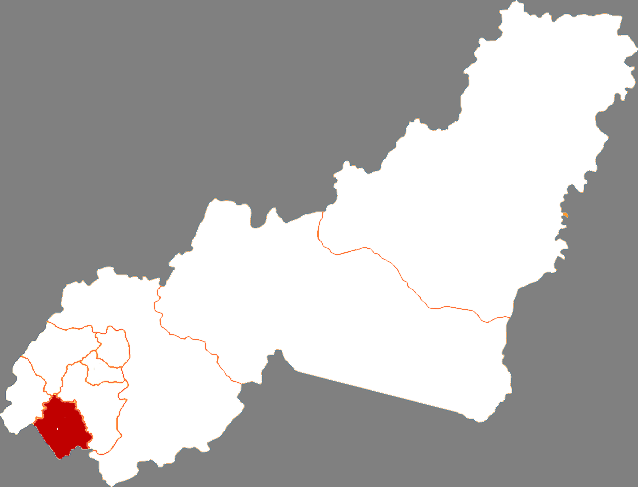

Lê Thụ (梨树区) (chữ Hán giản thể: 梨树区, âm Hán Việt: Lê Thụ khu) là một quận thuộc địa cấp thị Kê Tây, tỉnh Hắc Long Giang, Cộng hòa Nhân dân Trung Hoa. Quận Lê Thụ có diện tích 396 km², dân số 90.000 người. Mã số bưu chính của quận Lê Thụ là 158160. Quận Lê Thụ được chia thành 5 nhai đạo. 
- Nhai đạo biện sự xứ: Thạch Lân, Thiêm Trường, Bình Cương, Mục Lăng, Nhai Lý.